# Élections cantonales de 2001 dans l'Essonne
Les élections cantonales dans l’Essonne se sont déroulées les dimanches 11 et 18 mars 2001. Elles avaient pour but d’élire la moitié des conseillers généraux du département français de l’Essonne qui siègent au conseil général de l'Essonne pour un mandat de six années.

## Contexte départemental
Ce scrutin fut le premier au cours duquel fut appliquée la loi no 2000-629 interdisant aux candidats de se présenter dans plusieurs cantons simultanément.

### Assemblée départementale sortante
Avant les élections, le conseil général de l'Essonne était présidé par le socialiste Michel Berson. L’assemblée départementale comptait quarante-deux conseillers généraux issus des quarante-deux cantons de l’Essonne. Vingt-et-un d’entre eux étaient renouvelables lors de ce scrutin.
| Parti                              | Sigle | Élus |
| ---------------------------------- | ----- | ---- |
| Majorité (25 sièges)               |       |      |
| Parti socialiste                   | PS    | 19   |
| Parti communiste français          | PCF   | 5    |
| Divers gauche                      | DVG   | 2    |
| Opposition (17 sièges)             |       |      |
| Rassemblement pour la République   | RPR   | 9    |
| Union pour la démocratie française | UDF   | 4    |
| Divers droite                      | DVD   | 4    |
| Président du conseil général       |       |      |
| Michel Berson (PS)                 |       |      |

## Résultats à l’échelle du département

### Répartition politique des résultats
Répartition départementale des résultats (2e tour).
- RPR (20,92 %)
- DVD (16,60 %)
- UDF (12,00 %)
- DL (1,51 %)
- PS (34,45 %)
- DVG (8,50 %)
- Les Verts (4,89 %)
- PCF (1,13 %)

| Étiquette      | Étiquette                      | Premier tour | Premier tour | Second tour | Second tour | Sièges |
| Étiquette      | Étiquette                      | Voix         | %            | Voix        | %           | Sièges |
| -------------- | ------------------------------ | ------------ | ------------ | ----------- | ----------- | ------ |
|                | Parti socialiste               | 46 407       | 23,00        | 52 750      | 34,45       | 6      |
|                | Les Verts                      | 19 891       | 9,86         | 7 485       | 4,89        | 0      |
|                | Divers gauche                  | 10 738       | 5,32         | 13 022      | 8,50        | 2      |
|                | Parti communiste français      | 11 993       | 5,94         | 1 735       | 1,13        | 0      |
|                | Mouvement des citoyens         | 3 424        | 1,70         |             |             |        |
|                | Parti radical de gauche        | 1 314        | 0,65         |             |             |        |
|                | Gauche plurielle               | 93 767       | 46,48        | 74 992      | 48,66       | 8      |
|                |                                |              |              |             |             |        |
|                | RPR                            | 38 443       | 19,05        | 32 034      | 20,92       | 5      |
|                | Divers droite                  | 31 444       | 15,59        | 25 423      | 16,60       | 5      |
|                | UDF                            | 11 419       | 5,66         | 18 368      | 12,00       | 3      |
|                | Démocratie libérale            | 3 379        | 1,67         | 2 311       | 1,51        | 0      |
|                | Droite parlementaire           | 84 685       | 41,98        | 78 136      | 50,70       | 13     |
|                |                                |              |              |             |             |        |
|                | Front national                 | 13 603       | 6,74         |             |             |        |
|                | Mouvement national républicain | 7 894        | 3,91         |             |             |        |
|                | Extrême droite                 | 21 497       | 10,66        |             |             |        |
|                |                                |              |              |             |             |        |
|                | Extrême gauche                 | 1 287        | 0,64         |             |             |        |
|                | Écologistes                    | 513          | 0,25         |             |             |        |
|                |                                |              |              |             |             |        |
| Inscrits       | Inscrits                       | 352 772      | 100,00       | 329 212     | 100,00      |        |
| Abstentions    | Abstentions                    | 143 424      | 40,66        | 162 870     | 49,47       |        |
| Votants        | Votants                        | 209 348      | 59,34        | 166 342     | 50,53       |        |
| Blancs et nuls | Blancs et nuls                 | 7 599        | 3,63         | 13 214      | 7,94        |        |
| Exprimés       | Exprimés                       | 201 749      | 96,37        | 154 128     | 92,66       |        |

### Résultats en nombre de sièges
| Parti | Sièges mis en jeu | Élus | Évolution |
| ----- | ----------------- | ---- | --------- |
| PS    | 7                 | 6    | -1        |
| PCF   | 1                 | 1    | =         |
| DVG   | 0                 | 1    | +1        |
| DVD   | 3                 | 5    | +2        |
| RPR   | 8                 | 5    | -3        |
| UDF   | 2                 | 3    | +1        |

### Assemblée départementale à l’issue des élections
Après les élections, le conseil général de l'Essonne était présidé par le socialiste Michel Berson, à la tête d’une majorité socialiste légèrement affaiblie, d’un groupe communiste stable, d’un groupe divers gauche stable et d’un groupe Verts naissant, face à une opposition composée d’élus RPR moins nombreux, en partie au profit des groupes UDF et DVD renforcés sans que l’équilibre gauche-droite ne soit modifié.
| Parti                              | Sigle | Élus |
| ---------------------------------- | ----- | ---- |
| Majorité (25 sièges)               |       |      |
| Parti socialiste                   | PS    | 18   |
| Parti communiste français          | PCF   | 5    |
| Divers gauche                      | DVG   | 2    |
| Europe Écologie Les Verts          | EELV  | 1    |
| Opposition (17 sièges)             |       |      |
| Rassemblement pour la République   | RPR   | 6    |
| Divers droite                      | DVD   | 6    |
| Union pour la démocratie française | UDF   | 5    |
| Président du conseil général       |       |      |
| Michel Berson (PS)                 |       |      |

## Résultats par canton

### Canton de Bièvres
- Conseiller général sortant dans le canton de Bièvres : Bernard Mantienne (DVD)
- Conseiller général élu dans le canton de Bièvres : Thomas Joly (DVD)[4]

| Candidats      | Candidats           | Étiquette      | Premier tour | Premier tour | Second tour | Second tour |
| Candidats      | Candidats           | Étiquette      | Voix         | %            | Voix        | %           |
| -------------- | ------------------- | -------------- | ------------ | ------------ | ----------- | ----------- |
|                | Thomas Joly         | DVD            | 4 762        | 42,77        | 5 365       | 60,68       |
|                | Pierre Guyard       | PS             | 2 102        | 18,88        | Retrait     | Retrait     |
|                | Marie-Pierre Digard | Verts          | 2 012        | 18,07        | 3 476       | 39,32       |
|                | Jean-Marc Bécu      | RPR            | 1 133        | 10,18        |             |             |
|                | François Bougnet    | PCF            | 458          | 4,11         |             |             |
|                | Henriette Martin    | FN             | 436          | 3,92         |             |             |
|                | Hélène Duloy        | MNR            | 232          | 2,08         |             |             |
|                |                     |                |              |              |             |             |
| Inscrits       | Inscrits            | Inscrits       | 18 025       | 100,00       | 18 028      | 100,00      |
| Abstentions    | Abstentions         | Abstentions    | 6 639        | 36,83        | 8 918       | 49,47       |
| Votants        | Votants             | Votants        | 11 386       | 63,17        | 9 110       | 50,53       |
| Blancs et nuls | Blancs et nuls      | Blancs et nuls | 251          | 2,20         | 269         | 2,95        |
| Exprimés       | Exprimés            | Exprimés       | 11 135       | 97,80        | 8 841       | 97,05       |

### Canton de Brétigny-sur-Orge
- Conseiller général sortant dans le canton de Brétigny-sur-Orge : Jean de Boishue (RPR)
- Conseiller général élu dans le canton de Brétigny-sur-Orge : Paul Simon (DVG)[note 1],[5],[4]

| Candidat       | Candidat              | Parti          | Premier tour | Premier tour | Second tour | Second tour |
| Candidat       | Candidat              | Parti          | Voix         | %            | Voix        | %           |
| -------------- | --------------------- | -------------- | ------------ | ------------ | ----------- | ----------- |
|                | Paul Simon            | DVG            | 2 314        | 21,01        | 5 549       | 100,00      |
|                | Fabienne Iltis        | PS             | 2 009        | 18,24        | Retrait     | Retrait     |
|                | Nathalie Bessac       | RPR            | 1 876        | 17,03        |             |             |
|                | Guy Castel            | DL             | 1 840        | 16,71        |             |             |
|                | Roger Garnero         | FN             | 893          | 8,11         |             |             |
|                | Philippe Camo         | PCF            | 883          | 8,02         |             |             |
|                | Jean-Philippe Roosens | DVD            | 757          | 6,87         |             |             |
|                | Steeve Clerc          | MNR            | 442          | 4,01         |             |             |
|                |                       |                |              |              |             |             |
| Inscrits       | Inscrits              | Inscrits       | 19 998       | 100,00       | 20 000      | 100,00      |
| Abstentions    | Abstentions           | Abstentions    | 8 463        | 42,32        | 11 054      | 55,27       |
| Votants        | Votants               | Votants        | 11 535       | 57,68        | 8 946       | 44,73       |
| Blancs et nuls | Blancs et nuls        | Blancs et nuls | 521          | 4,52         | 3 397       | 37,97       |
| Exprimés       | Exprimés              | Exprimés       | 11 014       | 95,48        | 5 549       | 62,03       |

### Canton de Brunoy
- Conseiller général sortant dans le canton de Brunoy : Laurent Béteille (RPR)
- Conseiller général élu dans la canton de Brunoy : Michel Dumont (UDF)[4]

| Candidats      | Candidats            | Étiquette      | Premier tour | Premier tour | Second tour | Second tour |
| Candidats      | Candidats            | Étiquette      | Voix         | %            | Voix        | %           |
| -------------- | -------------------- | -------------- | ------------ | ------------ | ----------- | ----------- |
|                | Michel Dumont        | UDF            | 2 387        | 29,64        | 4 196       | 51,30       |
|                | Christine Malcor     | PS             | 2 113        | 26,24        | 3 983       | 48,70       |
|                | Dominique Chemla     | Verts          | 1 211        | 15,04        |             |             |
|                | Jean-Pierre Tronchet | DVD            | 1 023        | 12,70        |             |             |
|                | François Tocco       | FN             | 604          | 7,50         |             |             |
|                | Appolline Mallet     | PCF            | 383          | 4,76         |             |             |
|                | Roger Bault          | MNR            | 333          | 4,13         |             |             |
|                |                      |                |              |              |             |             |
| Inscrits       | Inscrits             | Inscrits       | 14 512       | 100,00       | 14 510      | 100,00      |
| Abstentions    | Abstentions          | Abstentions    | 6 198        | 42,71        | 5 867       | 40,43       |
| Votants        | Votants              | Votants        | 8 314        | 57,29        | 8 643       | 59,57       |
| Blancs et nuls | Blancs et nuls       | Blancs et nuls | 260          | 3,13         | 464         | 5,37        |
| Exprimés       | Exprimés             | Exprimés       | 8 054        | 96,87        | 8 179       | 94,63       |

### Canton de Corbeil-Essonnes-Est
- Conseiller général sortant dans le canton de Corbeil-Essonnes-Est : Serge Dassault (RPR)
- Conseiller général élu dans le canton de Corbeil-Essonnes-Est : Serge Dassault (RPR)[4]

| Candidats      | Candidats         | Étiquette      | Premier tour | Premier tour | Second tour | Second tour |
| Candidats      | Candidats         | Étiquette      | Voix         | %            | Voix        | %           |
| -------------- | ----------------- | -------------- | ------------ | ------------ | ----------- | ----------- |
|                | Serge Dassault    | RPR            | 2 559        | 47,64        | 2 647       | 60,41       |
|                | Michel Nouaille   | PCF            | 882          | 16,42        | 1 735       | 39,59       |
|                | Fabrice Thepin    | Verts          | 487          | 9,07         |             |             |
|                | Serge Dantu       | DVD            | 468          | 8,71         |             |             |
|                | Jean Albouy       | DVG            | 404          | 7,52         |             |             |
|                | Jean-Paul Molitor | FN             | 279          | 5,19         |             |             |
|                | Jacques Olivier   | MNR            | 150          | 2,79         |             |             |
|                | Jean Camonin      | EXG            | 143          | 2,66         |             |             |
|                |                   |                |              |              |             |             |
| Inscrits       | Inscrits          | Inscrits       | 9 380        | 100,00       | 9 380       | 100,00      |
| Abstentions    | Abstentions       | Abstentions    | 3 898        | 41,56        | 4 887       | 52,10       |
| Votants        | Votants           | Votants        | 5 482        | 58,44        | 4 493       | 47,90       |
| Blancs et nuls | Blancs et nuls    | Blancs et nuls | 110          | 2,01         | 111         | 2,47        |
| Exprimés       | Exprimés          | Exprimés       | 5 372        | 97,99        | 4 382       | 97,53       |

### Canton d'Étampes
- Conseiller général sortant dans le canton d'Étampes : Jean Coulombel (RPR)
- Conseiller général élu dans le canton d’Étampes : Jean-Pierre Colombani (RPR)[4]

| Candidats      | Candidats             | Étiquette      | Premier tour | Premier tour | Second tour | Second tour |
| Candidats      | Candidats             | Étiquette      | Voix         | %            | Voix        | %           |
| -------------- | --------------------- | -------------- | ------------ | ------------ | ----------- | ----------- |
|                | Jean-Pierre Colombani | RPR            | 4 894        | 46,85        | 5 406       | 64,52       |
|                | Sébastien Lepetit     | PS             | 2 376        | 22,74        | 2 973       | 35,48       |
|                | Anita Houdouin        | Verts          | 1 592        | 15,24        |             |             |
|                | Hubert de Mesmay      | FN             | 1 197        | 11,46        |             |             |
|                | Frank Marest          | MNR            | 388          | 3,71         |             |             |
|                | Laurence Auffret-Deme | PCF            | 0            | 0,00         |             |             |
|                |                       |                |              |              |             |             |
| Inscrits       | Inscrits              | Inscrits       | 17 395       | 100,00       | 17 214      | 100,00      |
| Abstentions    | Abstentions           | Abstentions    | 6 310        | 36,27        | 8 294       | 48,18       |
| Votants        | Votants               | Votants        | 11 085       | 63,73        | 8 920       | 51,82       |
| Blancs et nuls | Blancs et nuls        | Blancs et nuls | 638          | 5,76         | 541         | 6,07        |
| Exprimés       | Exprimés              | Exprimés       | 10 447       | 94,24        | 9 379       | 93,93       |

### Canton d'Évry-Nord
- Conseiller général sortant dans le canton d'Évry-Nord : François Bousquet (PS)
- Conseiller général élu dans le canton d’Évry-Nord : Michel Berson (PS)[4]

| Candidats      | Candidats          | Étiquette      | Premier tour | Premier tour | Second tour | Second tour |
| Candidats      | Candidats          | Étiquette      | Voix         | %            | Voix        | %           |
| -------------- | ------------------ | -------------- | ------------ | ------------ | ----------- | ----------- |
|                | Michel Berson      | PS             | 2 256        | 27,79        | 4 176       | 58,96       |
|                | Jean de Boishue    | RPR            | 1 574        | 19,39        | 2 907       | 41,04       |
|                | Pierre-Jean Banuls | DVG            | 1 179        | 14,53        |             |             |
|                | Mario Manriquez    | Verts          | 945          | 11,64        |             |             |
|                | Jacqueline Menguy  | FN             | 672          | 8,28         |             |             |
|                | Diego Diaz         | PCF            | 467          | 5,75         |             |             |
|                | Stéphane Wulleman  | MNR            | 392          | 4,83         |             |             |
|                | Jail Rieder        | DVG            | 379          | 4,67         |             |             |
|                | Van Thanh Nguyen   | DVD            | 253          | 3,12         |             |             |
|                |                    |                |              |              |             |             |
| Inscrits       | Inscrits           | Inscrits       | 16 370       | 100,00       | 16 370      | 100,00      |
| Abstentions    | Abstentions        | Abstentions    | 7 823        | 47,79        | 8 715       | 53,24       |
| Votants        | Votants            | Votants        | 8 547        | 52,21        | 7 655       | 46,76       |
| Blancs et nuls | Blancs et nuls     | Blancs et nuls | 430          | 5,03         | 572         | 7,47        |
| Exprimés       | Exprimés           | Exprimés       | 8 117        | 94,97        | 7 083       | 92,53       |

### Canton de La Ferté-Alais
- Conseiller général sortant dans le canton de La Ferté-Alais : Philippe Royé (RPR)
- Conseiller général élu dans le canton de La Ferté-Alais : Guy Gauthier (DVD)[4]

| Candidats      | Candidats            | Étiquette      | Premier tour | Premier tour | Second tour | Second tour |
| Candidats      | Candidats            | Étiquette      | Voix         | %            | Voix        | %           |
| -------------- | -------------------- | -------------- | ------------ | ------------ | ----------- | ----------- |
|                | Guy Gauthier         | DVD            | 3 410        | 40,27        | 4 051       | 58,42       |
|                | Michel Fayolle       | PS             | 2 259        | 26,68        | 2 883       | 41,58       |
|                | Christine Harsant    | FN             | 835          | 9,86         |             |             |
|                | Jean-Yves Guezenec   | PCF            | 777          | 9,18         |             |             |
|                | Jean-Michel Talavera | MDC            | 715          | 8,44         |             |             |
|                | André Hamelet        | MNR            | 471          | 5,56         |             |             |
|                |                      |                |              |              |             |             |
| Inscrits       | Inscrits             | Inscrits       | 14 405       | 100,00       | 14 403      | 100,00      |
| Abstentions    | Abstentions          | Abstentions    | 5 419        | 37,62        | 7 176       | 49,82       |
| Votants        | Votants              | Votants        | 8 986        | 62,38        | 7 227       | 50,18       |
| Blancs et nuls | Blancs et nuls       | Blancs et nuls | 519          | 5,78         | 293         | 4,05        |
| Exprimés       | Exprimés             | Exprimés       | 8 467        | 94,22        | 6 934       | 95,95       |

### Canton de Limours
- Conseiller général sortant dans le canton de Limours : Christian Schoettl (DVD)
- Conseiller général élu dans le canton de Limours : Christian Schoettl (DVD)[4]

| Candidats      | Candidats          | Étiquette      | Premier tour | Premier tour | Second tour | Second tour |
| Candidats      | Candidats          | Étiquette      | Voix         | %            | Voix        | %           |
| -------------- | ------------------ | -------------- | ------------ | ------------ | ----------- | ----------- |
|                | Christian Schoettl | DVD            | 4 590        | 49,66        | 4 352       | 53,97       |
|                | Marcel Bayen       | DVD            | 1 734        | 18,76        | 1 800       | 22,32       |
|                | Pierre Pruneta     | PS             | 1 705        | 18,45        | 1 912       | 23,71       |
|                | Alain Dussour      | PCF            | 597          | 6,46         |             |             |
|                | Cécile Antoine     | FN             | 379          | 4,10         |             |             |
|                | André Lamy         | MNR            | 237          | 2,56         |             |             |
|                |                    |                |              |              |             |             |
| Inscrits       | Inscrits           | Inscrits       | 14 721       | 100,00       | 14 718      | 100,00      |
| Abstentions    | Abstentions        | Abstentions    | 5 148        | 34,97        | 6 461       | 43,90       |
| Votants        | Votants            | Votants        | 9 573        | 65,03        | 8 257       | 56,10       |
| Blancs et nuls | Blancs et nuls     | Blancs et nuls | 331          | 3,46         | 193         | 2,34        |
| Exprimés       | Exprimés           | Exprimés       | 9 242        | 96,54        | 8 064       | 97,66       |

### Canton de Longjumeau
- Conseiller général sortant dans le canton de Longjumeau : Philippe Schmit (PS)
- Conseiller général élu dans le canton de Longjumeau : Guy Malherbe (RPR)[4]

| Candidats      | Candidats           | Étiquette      | Premier tour | Premier tour | Second tour | Second tour |
| Candidats      | Candidats           | Étiquette      | Voix         | %            | Voix        | %           |
| -------------- | ------------------- | -------------- | ------------ | ------------ | ----------- | ----------- |
|                | Guy Malherbe        | RPR            | 4 982        | 35,75        | 8 674       | 64,07       |
|                | Philippe Schmit     | PS             | 3 161        | 22,68        | 4 864       | 35,93       |
|                | Farouk Benderradji  | Verts          | 2 055        | 14,75        |             |             |
|                | Jean-Claude Marquez | PRG            | 1 341        | 9,43         |             |             |
|                | Laurent Frolich     | MNR            | 843          | 6,05         |             |             |
|                | René Delmas         | FN             | 831          | 5,96         |             |             |
|                | Guy Dupré           | PCF            | 750          | 5,38         |             |             |
|                |                     |                |              |              |             |             |
| Inscrits       | Inscrits            | Inscrits       | 25 573       | 100,00       | 25 573      | 100,00      |
| Abstentions    | Abstentions         | Abstentions    | 11 067       | 43,28        | 10 994      | 42,99       |
| Votants        | Votants             | Votants        | 14 506       | 56,72        | 14 579      | 57,01       |
| Blancs et nuls | Blancs et nuls      | Blancs et nuls | 570          | 3,93         | 1 041       | 7,14        |
| Exprimés       | Exprimés            | Exprimés       | 13 936       | 96,07        | 13 538      | 92,86       |

### Canton de Mennecy
- Conseiller général sortant dans le canton de Mennecy : Élizabeth Doussain (PS)
- Conseiller général élu dans le canton de Mennecy : Patrick Imbert (UDF)[4]

| Candidats      | Candidats            | Étiquette      | Premier tour | Premier tour | Second tour | Second tour |
| Candidats      | Candidats            | Étiquette      | Voix         | %            | Voix        | %           |
| -------------- | -------------------- | -------------- | ------------ | ------------ | ----------- | ----------- |
|                | Élizabeth Doussain   | PS             | 4 271        | 33,45        | 4 833       | 42,64       |
|                | Patrick Imbert       | UDF            | 3 205        | 25,10        | 6 502       | 57,36       |
|                | Joël Monier          | RPR            | 2 360        | 18,48        | Retrait     | Retrait     |
|                | Guy Daniel           | FN             | 1 034        | 8,10         |             |             |
|                | Jean-Philippe Dugoin | DVD            | 725          | 5,68         |             |             |
|                | Bernard Montagne     | PCF            | 692          | 5,42         |             |             |
|                | Christophe Lespagnon | MNR            | 483          | 3,78         |             |             |
|                |                      |                |              |              |             |             |
| Inscrits       | Inscrits             | Inscrits       | 22 240       | 100,00       | 22 241      | 100,00      |
| Abstentions    | Abstentions          | Abstentions    | 8 823        | 39,67        | 10 371      | 46,63       |
| Votants        | Votants              | Votants        | 13 417       | 60,33        | 11 870      | 53,37       |
| Blancs et nuls | Blancs et nuls       | Blancs et nuls | 647          | 4,82         | 535         | 4,51        |
| Exprimés       | Exprimés             | Exprimés       | 12 770       | 95,18        | 11 335      | 95,49       |

### Canton de Montgeron
- Conseiller général sortant dans le canton de Montgeron : Gérald Hérault (PS)
- Conseiller général élu dans le canton de Montgeron : Gérald Hérault (PS)[4]

| Candidats      | Candidats          | Étiquette      | Premier tour | Premier tour | Second tour | Second tour |
| Candidats      | Candidats          | Étiquette      | Voix         | %            | Voix        | %           |
| -------------- | ------------------ | -------------- | ------------ | ------------ | ----------- | ----------- |
|                | Gérald Hérault     | PS             | 2 975        | 37,89        | 4 298       | 55,34       |
|                | Philippe Mialet    | RPR            | 1 757        | 22,38        | 3 468       | 44,66       |
|                | Alain Josse        | DVD            | 1 305        | 16,62        |             |             |
|                | Louis-Gérard Leau  | Verts          | 726          | 9,25         |             |             |
|                | Laurent Arnault    | FN             | 369          | 4,70         |             |             |
|                | Christine Moreau   | MNR            | 286          | 3,64         |             |             |
|                | Alain Courtois     | PCF            | 241          | 3,07         |             |             |
|                | Bernard Verneveaux | DVG            | 192          | 2,45         |             |             |
|                |                    |                |              |              |             |             |
| Inscrits       | Inscrits           | Inscrits       | 14 684       | 100,00       | 14 684      | 100,00      |
| Abstentions    | Abstentions        | Abstentions    | 6 588        | 44,87        | 6 468       | 44,05       |
| Votants        | Votants            | Votants        | 8 096        | 55,13        | 8 216       | 55,95       |
| Blancs et nuls | Blancs et nuls     | Blancs et nuls | 245          | 3,03         | 450         | 5,48        |
| Exprimés       | Exprimés           | Exprimés       | 7 851        | 96,97        | 7 766       | 94,52       |

### Canton de Palaiseau
- Conseiller général sortant dans le canton de Palaiseau : Jacques Allain (RPR)
- Conseiller général élu dans le canton de Palaiseau : Catherine Poutier-Lombard (PS)[4]

| Candidats      | Candidats                 | Étiquette      | Premier tour | Premier tour | Second tour | Second tour |
| Candidats      | Candidats                 | Étiquette      | Voix         | %            | Voix        | %           |
| -------------- | ------------------------- | -------------- | ------------ | ------------ | ----------- | ----------- |
|                | Jacques Allain            | RPR            | 4 646        | 33,25        | Retrait     | Retrait     |
|                | Catherine Poutier-Lombard | PS             | 3 564        | 25,50        | 6 369       | 100,00      |
|                | Jean-Francis Rimbert      | Verts          | 2 540        | 18,18        |             |             |
|                | Serge Guichard            | PCF            | 1 489        | 10,65        |             |             |
|                | Valérie Dessieux          | MDC            | 733          | 5,25         |             |             |
|                | Michel Mansuy             | FN             | 711          | 5,09         |             |             |
|                | Jacques Pecriaux-Deroeux  | MNR            | 292          | 2,09         |             |             |
|                |                           |                |              |              |             |             |
| Inscrits       | Inscrits                  | Inscrits       | 24 409       | 100,00       | 24 409      | 100,00      |
| Abstentions    | Abstentions               | Abstentions    | 10 061       | 41,22        | 15 142      | 62,03       |
| Votants        | Votants                   | Votants        | 14 348       | 58,78        | 9 267       | 37,97       |
| Blancs et nuls | Blancs et nuls            | Blancs et nuls | 373          | 2,60         | 2 898       | 31,27       |
| Exprimés       | Exprimés                  | Exprimés       | 13 975       | 97,40        | 6 369       | 68,73       |

### Canton de Ris-Orangis
- Conseiller général sortant dans le canton de Ris-Orangis : Thierry Mandon (PS)
- Conseiller général élu dans le canton de Ris-Orangis : Thierry Mandon (PS)[4]

| Candidats      | Candidats         | Étiquette      | Premier tour | Premier tour | Second tour | Second tour |
| Candidats      | Candidats         | Étiquette      | Voix         | %            | Voix        | %           |
| -------------- | ----------------- | -------------- | ------------ | ------------ | ----------- | ----------- |
|                | Thierry Mandon    | PS             | 2 647        | 35,02        | 4 038       | 55,39       |
|                | Claude Ravier     | RPR            | 1 428        | 18,89        | 3 252       | 44,61       |
|                | Évelyne Lhéritier | Verts          | 833          | 11,02        |             |             |
|                | Sophie Lespagnon  | MNR            | 815          | 10,78        |             |             |
|                | Michel Gasnier    | PCF            | 784          | 10,37        |             |             |
|                | René Sergent      | FN             | 539          | 7,13         |             |             |
|                | Daniel Rouiller   | ECO            | 513          | 6,79         |             |             |
|                |                   |                |              |              |             |             |
| Inscrits       | Inscrits          | Inscrits       | 13 707       | 100,00       | 13 707      | 100,00      |
| Abstentions    | Abstentions       | Abstentions    | 5 973        | 43,58        | 5 904       | 43,07       |
| Votants        | Votants           | Votants        | 7 734        | 56,42        | 7 803       | 56,93       |
| Blancs et nuls | Blancs et nuls    | Blancs et nuls | 175          | 2,26         | 513         | 6,57        |
| Exprimés       | Exprimés          | Exprimés       | 7 559        | 97,74        | 7 290       | 93,43       |

### Canton de Saint-Chéron
- Conseiller général sortant dans le canton de Saint-Chéron : Max Marest (RPR)
- Conseiller général élu dans le canton de Saint-Chéron : Jean-Pierre Delaunay (RPR)[4]

| Candidats      | Candidats            | Étiquette      | Premier tour | Premier tour | Second tour | Second tour |
| Candidats      | Candidats            | Étiquette      | Voix         | %            | Voix        | %           |
| -------------- | -------------------- | -------------- | ------------ | ------------ | ----------- | ----------- |
|                | Jean-Pierre Delaunay | RPR            | 2 734        | 27,53        | 4 162       | 52,62       |
|                | Jean-François Degoud | DVG            | 2 714        | 27,33        | 3 748       | 47,38       |
|                | Jean-Claude Hillion  | DVD            | 1 838        | 18,51        | Retrait     | Retrait     |
|                | Philippe Hemet       | MDC            | 911          | 9,17         |             |             |
|                | Gaëtan de Fresnoye   | FN             | 790          | 7,95         |             |             |
|                | Éric Leroy           | PCF            | 555          | 5,59         |             |             |
|                | Laurent Stehlin      | MNR            | 389          | 3,92         |             |             |
|                |                      |                |              |              |             |             |
| Inscrits       | Inscrits             | Inscrits       | 16 241       | 100,00       | 16 240      | 100,00      |
| Abstentions    | Abstentions          | Abstentions    | 5 769        | 35,52        | 7 990       | 49,20       |
| Votants        | Votants              | Votants        | 10 472       | 64,48        | 8 250       | 50,80       |
| Blancs et nuls | Blancs et nuls       | Blancs et nuls | 541          | 5,17         | 340         | 4,12        |
| Exprimés       | Exprimés             | Exprimés       | 9 931        | 94,83        | 7 910       | 95,88       |

### Canton de Saint-Germain-lès-Corbeil
- Conseiller général sortant dans le canton de Saint-Germain-lès-Corbeil : Jean-Louis Campredon (RPR)
- Conseiller général élu dans le canton de Saint-Germain-lès-Corbeil : Yves Robineau (DVD)[4]

| Candidats      | Candidats              | Étiquette      | Premier tour | Premier tour | Second tour | Second tour |
| Candidats      | Candidats              | Étiquette      | Voix         | %            | Voix        | %           |
| -------------- | ---------------------- | -------------- | ------------ | ------------ | ----------- | ----------- |
|                | Yves Robineau          | DVD            | 3 703        | 32,04        | 5 390       | 57,35       |
|                | Marie-Jeanne Ertel-Pau | PS             | 2 311        | 19,99        | Retrait     | Retrait     |
|                | Benoît Amsallem        | Verts          | 2 235        | 19,34        | 4 009       | 42,65       |
|                | Lucien Mortellier      | DVD            | 1 350        | 11,68        |             |             |
|                | Jean Legangneux        | FN             | 825          | 7,14         |             |             |
|                | Liliane Ressicaud      | MNR            | 581          | 5,03         |             |             |
|                | Érick Amann            | PCF            | 554          | 4,79         |             |             |
|                |                        |                |              |              |             |             |
| Inscrits       | Inscrits               | Inscrits       | 19 712       | 100,00       | 19 713      | 100,00      |
| Abstentions    | Abstentions            | Abstentions    | 7 756        | 39,35        | 9 927       | 50,36       |
| Votants        | Votants                | Votants        | 11 956       | 60,65        | 9 786       | 49,64       |
| Blancs et nuls | Blancs et nuls         | Blancs et nuls | 397          | 3,32         | 387         | 3,95        |
| Exprimés       | Exprimés               | Exprimés       | 11 559       | 96,68        | 9 399       | 96,05       |

### Canton de Saint-Michel-sur-Orge
- Conseiller général sortant dans le canton de Saint-Michel-sur-Orge : Jean-Loup Englander (PCF)
- Conseiller général élu dans le canton de Saint-Michel-sur-Orge : Jean-Loup Englander (DVG)[4]

| Candidats      | Candidats           | Étiquette      | Premier tour | Premier tour | Second tour | Second tour |
| Candidats      | Candidats           | Étiquette      | Voix         | %            | Voix        | %           |
| -------------- | ------------------- | -------------- | ------------ | ------------ | ----------- | ----------- |
|                | Jean-Loup Englander | DVG            | 2 709        | 43,16        | 3 725       | 61,71       |
|                | Francis Decoux      | DL             | 1 539        | 24,52        | 2 311       | 38,29       |
|                | Arnold Stassinet    | PS             | 735          | 11,71        |             |             |
|                | Michel de Rostolan  | FN             | 474          | 7,55         |             |             |
|                | Françoise Poli      | PCF            | 308          | 4,91         |             |             |
|                | Mariette Pelisson   | MNR            | 263          | 4,19         |             |             |
|                | Michel Audousset    | DVG            | 248          | 3,95         |             |             |
|                |                     |                |              |              |             |             |
| Inscrits       | Inscrits            | Inscrits       | 11 530       | 100,00       | 11 530      | 100,00      |
| Abstentions    | Abstentions         | Abstentions    | 5 051        | 43,81        | 5 258       | 45,60       |
| Votants        | Votants             | Votants        | 6 479        | 56,19        | 6 272       | 54,40       |
| Blancs et nuls | Blancs et nuls      | Blancs et nuls | 203          | 3,13         | 236         | 3,76        |
| Exprimés       | Exprimés            | Exprimés       | 6 276        | 96,87        | 6 036       | 96,24       |

### Canton de Savigny-sur-Orge
- Conseiller général sortant dans le canton de Savigny-sur-Orge : Simone Dussart (UDF)
- Conseiller général élu dans le canton de Savigny-sur-Orge : Simone Dussart (UDF)[4]

| Candidats      | Candidats                 | Étiquette      | Premier tour | Premier tour | Second tour | Second tour |
| Candidats      | Candidats                 | Étiquette      | Voix         | %            | Voix        | %           |
| -------------- | ------------------------- | -------------- | ------------ | ------------ | ----------- | ----------- |
|                | Simone Dussart            | UDF            | 3 109        | 36,81        | 4 038       | 58,55       |
|                | Élisabeth Roze des Ordons | PS             | 2 116        | 25,05        | 2 859       | 41,45       |
|                | Étienne Lambert           | Verts          | 906          | 10,73        |             |             |
|                | Jean Estivill             | DVG            | 599          | 7,09         |             |             |
|                | Maurice Drougard          | FN             | 515          | 6,10         |             |             |
|                | Christine Rodier          | DVD            | 468          | 5,54         |             |             |
|                | Gilles Leglaive           | PCF            | 374          | 4,17         |             |             |
|                | Raymonde Dangueuger       | MNR            | 329          | 3,90         |             |             |
|                |                           |                |              |              |             |             |
| Inscrits       | Inscrits                  | Inscrits       | 16 351       | 100,00       | 16 351      | 100,00      |
| Abstentions    | Abstentions               | Abstentions    | 7 659        | 46,84        | 9 207       | 56,31       |
| Votants        | Votants                   | Votants        | 8 692        | 53,16        | 7 144       | 43,69       |
| Blancs et nuls | Blancs et nuls            | Blancs et nuls | 246          | 2,83         | 247         | 3,46        |
| Exprimés       | Exprimés                  | Exprimés       | 8 446        | 97,17        | 6 897       | 96,54       |

### Canton des Ulis
- Conseiller général sortant dans le canton des Ulis : Jean-Marc Salinier (PS)
- Conseiller général élu dans le canton des Ulis : Jean-Marc Salinier (PS)[4]

| Candidats      | Candidats           | Étiquette      | Premier tour | Premier tour | Second tour | Second tour |
| Candidats      | Candidats           | Étiquette      | Voix         | %            | Voix        | %           |
| -------------- | ------------------- | -------------- | ------------ | ------------ | ----------- | ----------- |
|                | Jean-Marc Salinier  | PS             | 2 014        | 35,91        | 2 893       | 65,59       |
|                | Guillaume Curnier   | RPR            | 1 144        | 20,40        | 1 518       | 34,41       |
|                | Olivier Du Prey     | Verts          | 640          | 11,41        |             |             |
|                | Françoise Marhuenda | MDC            | 565          | 10,07        |             |             |
|                | Michel Dutour       | FN             | 358          | 6,38         |             |             |
|                | Monique Troalen     | PCF            | 472          | 8,42         |             |             |
|                | Didier Paxion       | EXG            | 265          | 4,73         |             |             |
|                | Jean Lissandre      | MNR            | 150          | 2,67         |             |             |
|                |                     |                |              |              |             |             |
| Inscrits       | Inscrits            | Inscrits       | 10 192       | 100,00       | 10 194      | 100,00      |
| Abstentions    | Abstentions         | Abstentions    | 4 354        | 42,72        | 5 549       | 54,43       |
| Votants        | Votants             | Votants        | 5 838        | 57,28        | 4 645       | 45,57       |
| Blancs et nuls | Blancs et nuls      | Blancs et nuls | 230          | 3,94         | 234         | 5,04        |
| Exprimés       | Exprimés            | Exprimés       | 5 608        | 96,06        | 4 411       | 94,96       |

### Canton de Villebon-sur-Yvette
- Conseiller général sortant dans le canton de Villebon-sur-Yvette : Gérard Nevers (DVD)
- Conseiller général élu dans le canton de Villebon-sur-Yvette : Gérard Nevers (DVD)[4]

| Candidats      | Candidats         | Étiquette      | Premier tour | Premier tour | Second tour | Second tour |
| Candidats      | Candidats         | Étiquette      | Voix         | %            | Voix        | %           |
| -------------- | ----------------- | -------------- | ------------ | ------------ | ----------- | ----------- |
|                | Gérard Nevers     | DVD            | 4 195        | 49,82        | 4 465       | 64,24       |
|                | Pierre Gérard     | PS             | 1 219        | 14,48        | 2 485       | 35,76       |
|                | Gérard Grandamme  | EXG            | 879          | 10,44        |             |             |
|                | Michèle Gaspalou  | Verts          | 820          | 9,74         |             |             |
|                | Denise Boissier   | FN             | 433          | 5,14         |             |             |
|                | Sylvie Mayer      | PCF            | 310          | 3,68         |             |             |
|                | Pascal Fournioux  | MDC            | 333          | 3,95         |             |             |
|                | Jean-Marie Marais | MNR            | 232          | 2,76         |             |             |
|                |                   |                |              |              |             |             |
| Inscrits       | Inscrits          | Inscrits       | 13 326       | 100,00       | 13 326      | 100,00      |
| Abstentions    | Abstentions       | Abstentions    | 4 671        | 35,05        | 6 147       | 46,13       |
| Votants        | Votants           | Votants        | 8 655        | 64,95        | 7 179       | 53,87       |
| Blancs et nuls | Blancs et nuls    | Blancs et nuls | 234          | 2,70         | 229         | 3,19        |
| Exprimés       | Exprimés          | Exprimés       | 8 421        | 98,30        | 6 950       | 96,81       |

### Canton de Viry-Châtillon
- Conseiller général sortant dans le canton de Viry-Châtillon : Jacques Chastel (UDF)
- Conseiller général élu dans le canton de Viry-Châtillon : Gabriel Amard (PS)[4]

| Candidats      | Candidats          | Étiquette      | Premier tour | Premier tour | Second tour | Second tour |
| Candidats      | Candidats          | Étiquette      | Voix         | %            | Voix        | %           |
| -------------- | ------------------ | -------------- | ------------ | ------------ | ----------- | ----------- |
|                | Gabriel Amard      | PS             | 3 487        | 37,48        | 4 184       | 53,53       |
|                | Jean-Marie Vilain  | UDF            | 2 718        | 29,22        | 3 632       | 46,47       |
|                | Dominique Lebreton | Verts          | 1 312        | 14,10        |             |             |
|                | Jean-Pierre Noël   | FN             | 699          | 7,51         |             |             |
|                | Jean-Pierre Morvan | PCF            | 388          | 4,17         |             |             |
|                | Thierry Debien     | MNR            | 323          | 3,47         |             |             |
|                | Maxime Brion       | DVD            | 209          | 2,25         |             |             |
|                | Abouda Chaker      | MDC            | 167          | 1,80         |             |             |
|                |                    |                |              |              |             |             |
| Inscrits       | Inscrits           | Inscrits       | 16 621       | 100,00       | 16 621      | 100,00      |
| Abstentions    | Abstentions        | Abstentions    | 7 045        | 42,39        | 8 541       | 51,39       |
| Votants        | Votants            | Votants        | 9 576        | 57,61        | 8 080       | 48,61       |
| Blancs et nuls | Blancs et nuls     | Blancs et nuls | 273          | 2,85         | 264         | 3,27        |
| Exprimés       | Exprimés           | Exprimés       | 9 303        | 55,97        | 7 816       | 96,73       |

### Canton d'Yerres
- Conseiller général sortant dans le canton d'Yerres : Michel Berson (PS)
- Conseiller général élu dans la canton d’Yerres : François Durovray (RPR)[4]

| Candidats      | Candidats          | Étiquette      | Premier tour | Premier tour |
| Candidats      | Candidats          | Étiquette      | Voix         | %            |
| -------------- | ------------------ | -------------- | ------------ | ------------ |
|                | François Durovray  | RPR            | 7 356        | 51,56        |
|                | Marylène Laug      | PS             | 3 087        | 21,64        |
|                | Franck Gauthier    | FN             | 730          | 5,12         |
|                | Catherine Merceron | DVD            | 654          | 4,58         |
|                | Monique Dagorn     | PCF            | 599          | 4,20         |
|                | Roger Douce        | MNR            | 263          | 1,84         |
|                |                    |                |              |              |
| Inscrits       | Inscrits           | Inscrits       | 23 380       | 100,00       |
| Abstentions    | Abstentions        | Abstentions    | 8 709        | 37,25        |
| Votants        | Votants            | Votants        | 14 671       | 62,75        |
| Blancs et nuls | Blancs et nuls     | Blancs et nuls | 405          | 2,76         |
| Exprimés       | Exprimés           | Exprimés       | 14 266       | 97,24        |